# La Béhardière
La Béhardière est une ancienne commune française du département de l'Orne et la région Normandie, intégrée à Moussonvilliers depuis 1823.

## Histoire
En 1823, Moussonvilliers (372 habitants en 1821) absorbe La Béhardière (181 habitants).

## Démographie
| 1793 | 1800 | 1806 | 1821 |
| ---- | ---- | ---- | ---- |
| 185  | 147  | 157  | 181  |